# Озу Морейра
Осмар Шигеру «Озу» Морейра (порт. Osmar Shigeru Moreira; род. 21 января 1986, Рио-де-Жанейро) — бразильский и японский игрок в пляжный футбол. Действующий играющий главный тренер сборной Японии.
В 2012 году бразилец принял гражданство Японии и с тех пор играет за местную национальную сборную в соревнованиях по пляжному футболу. Озу Морейра — один из лучших защитников в пляжном футболе, он известен благодаря исполнению дальних штрафных ударов. В 2019 году его признали лучшим игроком чемпионата мира, а в 2021 года Озу Морейра был удостоен звания лучшего игрока мира в пляжном футболе.Также он стал первым японским игроком, забившим более 100 голов за сборную.

## Биография

### Ранний период жизни
Родился в Рио-де-Жанейро и начал играть в пляжный футбол в возрасте шести лет на пляжах Копакабаны. Там он бок о бок с будущими игроками сборной Бразилии Рафиньей, Бокинью и Маурисиньо. В возрасте 10 лет школа пляжного футбола, где играл Озу, получила приглашение принять участие в выставочном матче на арене Копакабаны перед игрой сборной Бразилии, за которым наблюдали более 5000 зрителей. Кроме пляжного футбола, в детстве Озу играл в обычный футбол. В возрасте 14 лет занимался в академии «Васко да Гама» и неоднократно попадал в поле зрения скаутов, однако проживание в нескольких минутах от пляжа и регулярный просмотр пляжного футбола по телевизору вдохновили Озу в возрасте 16 лет стать профессиональным игроком в пляжный футбол. В 2004 году, в 18 лет, он подписал свой первый контракт в пляжном футболе, заключив соглашение с «Сан-Паулу».

### Переезд в Японию
По словам самого Озу, у него никогда не было амбиций играть за сборную Бразилии по пляжному футболу. Вместо этого он хотел жить за границей, узнавать новую культуру и играть зарубежом в пляжный футбол.
В 2006 году он переехал в Германию и некоторое время играл там. Спустя год, в возрасте 21 года, он принял предложение играть за японский «Лекиос» из Окинавы. Несмотря на незнание японской культуры, он быстро адаптировался к новому образу жизни. В 2009 году его клуб переехал из Окинавы в Токио. Там он познакомился с экс-бразильцем Руем Рамосом, который принял японское гражданство, выступал за сборную Японии по футболу и тому моменту являлся тренером японской сборной по пляжному футболу. Несмотря на имеющиеся предложение играть за Бразилию, Озу сообщил Рамосу о своём желании получить японское гражданство, чтобы иметь возможность играть за Японию, которую называл «страной своего сердца». Впоследствии Озу научился свободно говорить на японском языке и 12 декабря 2012 года, после пяти обязательных лет проживания в Японии, получил гражданство и отказался от имени Осмар в пользу Озу. Сразу после натурализации он получил приглашение в стан национальной сборной Японии.

### Карьера в сборной
На своём первом международном турнире, Кубке Азии по пляжному футболу 2013 года, он был признан лучшим игроком. В том же году Озу вывел свою команду в качестве капитана в четвертьфинал чемпионата мира, а также был удостоен награды «Серебряный мяч» (второй лучший игрок турнира). На первой в истории церемонии вручения наград «Звезды пляжного футбола» в 2014 году Озу был включён в символическую сборную мира, и с тех пор он не раз входил в подобную сборную, что показывало его статус как одного из лучших игроков в пляжный футбол на планете.
В 2015 году Одзу снова был признан лучшим игроком Кубка Азии, а также стал одним из лучших бомбардиров турнира. Достижения в сборной способствовали его приглашению В «Барселону» для участия в клубном Мундиалито, который испанская команда в итоге выиграла . Тогда же Озу принял решение открыть для детей собственную Школу пляжного футбола Копакабаны на Окинаве. В 2016 году Озу продолжил играть за европейские клубы; он стал вторым японцем, игравшим в чемпионате Италии за «Виареджо» и выиграл в том сезоне главный клубный приз континента — Кубок европейских чемпионов вместе с тосканской командой. После этого он защищал цвета российских клубов «Сити» и «Локомотив» (Москва), португальский «Спортинг» и израильский «Фалфала Кфар-Касем».
В 2017 году Озу присоединился к «Токио Верди», который открыл своё отделение в пляжном футболе. Впоследствии натурализованный бразилец выиграл несколько титулов в японской лиге . Он также стал послом проекта Японской футбольной ассоциации «Учитель мечты», посещая школы по всей страны и объясняя детям, как он преодолел проблемы в своей жизни, чтобы достичь успеха в своей сфере деятельности. Азиатская конфедерация футбола охарактеризовала выступление Озу как «выдающееся», поскольку он вновь выиграл награды лучшему игроку и лучшему бомбардиру Кубка Азии, на этот раз на Кубке Азии 2019 года, который Япония выиграла впервые при его капитанстве.
В 2019 году он преодолел отметку в 100 голов за сборную, отметившись забитым мячом в ворота Уругвая (7:2) на Всемирных пляжных играх, а также провёл свой 100-й матч на Межконтинентальном кубке месяц спустя. Несмотря на то, что Озу не реализовал решающий пенальти в игре с Португалией в полуфинале, он помог Японии завершить выступления на чемпионате мира 2019 года на четвёртом месте, что стало их лучшим результатом «страны восходящего солнца» в истории мундиаля. Также за успешную игру на турнире Озу получил «Золотой мяч» как лучший футболист чемпионата.
В июле 2020 года Озу был назначен главным тренером национальной сборной Японии, продолжая выступать за команду в качестве играющего тренера. Своим помощником он назначил Теруки Табату, известного игрока в пляжный футбол. На чемпионате мира 2021 года Япония под руководством Озу стала лучшей азиатской сборной турнира, заняв в итоге второе место, уступив в финале хозяйке чемпионата, сборной России. Сам Озу критически отозвался о своём выступлении на турнире, поскольку за весь мундиаль он забил всего один гол. Тем не менее, ноябре того же года в Дубае на церемонии вручения наград «Звёзды пляжного футбола» он был впервые признан лучшим игроком мира. По возвращении в Японию, Озу и некоторые его товарищи по команде были уличены в нарушении карантинных процедур во время пандемии COVID-19; в результате все обвиняемые были отстранены от спортивной деятельности на один месяц — до января 2022 года, а Озу принёс извинения за нарушение карантина.

## Статистика
| Турнир         | Год   | Матчи | Голы | Прим. |
| -------------- | ----- | ----- | ---- | ----- |
| Чемпионат мира | 2013  | 4     | 4    |       |
| Чемпионат мира | 2015  | 4     | 1    |       |
| Чемпионат мира | 2017  | 3     | 0    |       |
| Чемпионат мира | 2019  | 6     | 7    |       |
| Чемпионат мира | 2021  | 6     | 1    |       |
| Всего          | Всего | 23    | 13   | —     |

| Турнир                         | Год   | Матчи | Голы | Прим. |
| ------------------------------ | ----- | ----- | ---- | ----- |
| Кубок Азии по пляжному футболу | 2013  | 5     | 7    |       |
| Кубок Азии по пляжному футболу | 2015  | 6     | 8    |       |
| Кубок Азии по пляжному футболу | 2017  | 5     | 7    |       |
| Кубок Азии по пляжному футболу | 2019  | 6     | 9    |       |
| Кубок Азии по пляжному футболу | 2023  | 6     | 5    |       |
| Всего                          | Всего | 28    | 36   | —     |

| Турнир                      | Год        | Клуб  | Матчи | Голы | Прим. |
| --------------------------- | ---------- | ----- | ----- | ---- | ----- |
| Кубок европейских чемпионов |            |       |       |      |       |
| 2016                        | Виареджо   | 7     | 2     |      |       |
| 2017                        | Виареджо   | 7     | 8     |      |       |
| 2018                        | Кафр-Касем | 6     | 7     |      |       |
| 2019                        | Локомотив  | 7     | 5     |      |       |
| 2022                        | Кафр-Касем | 7     | 2     |      |       |
| 2023                        | Виареджо   | 5     | 5     |      |       |
| Всего                       | Всего      | Всего | 39    | 29   | —     |

## Достижения
| - Чемпионат мира по пляжному футболу - Финалист: 2021 - Четвёртое место: 2019 - Кубок Азии по пляжному футболу - Победитель: 2019 - Финалист: 2013, 2015, 2023 - Пляжные Азиатские игры - Победитель: 2016 - Финалист: 2014 - Мундиалито - Финалист: 2014 - Кубок европейских чемпионов - Победитель: 2016 - Клубный Мундиалито - Победитель: 2015, 2017 | - Чемпионат мира по пляжному футболу: - Золотой мяч: 2019 - Серебряный мяч: 2013 - Звёзды пляжного футбола: - Лучший игрок мира: 2021 - Сборная мира (7): 2014, 2015, 2016, 2018, 2019, 2021, 2022 - Шорт-лист (7): 2017, 2018, 2019, 2021, 2022, 2023, 2024 - Кубок Азии по пляжному футболу: - Лучший игрок: 2013, 2015, 2019 - Лучший бомбардир: 2015, 2019 - Сборная турнира: 2017, 2019, 2023 - Клубный Мундиалито по пляжному футболу: - Лучший игрок: 2015 |